# الأبجدية الأمريكية اليدوية
هذه المقالة توضح أبجدية لغة الإشارة الأمريكية وهي جزء لغة الإشارة الأمريكية
الأبجدية الأمريكية اليدوية ( AMA ) هي الأبجدية اليدوية التي تزيد من مفردات لغة الإشارة الأمريكية .

## الحروف والأرقام
يتم تمثيل الحروف والأرقام على النحو التالي.

في السياقات غير الرسمية، لا يتم إجراء المصافحة بشكل متميز كما هو الحال في السياقات الرسمية. 

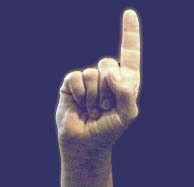
1
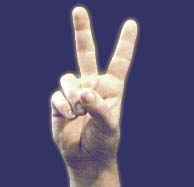
2
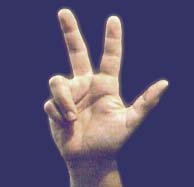
3
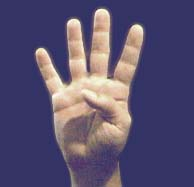
4
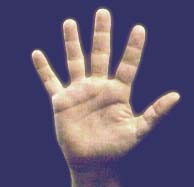
5
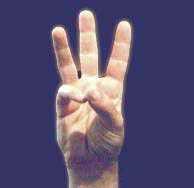
6
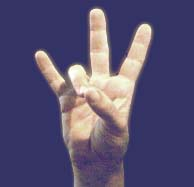
7
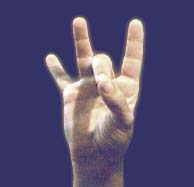
8
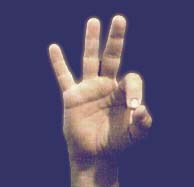
9
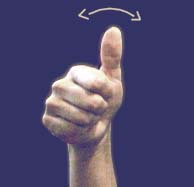
10

 يمكن استخدام الأبجدية اليدوية على كلتا اليدين، وعادةً ما تكون اليد المهيمنة على الموقّع - أي اليد اليمنى لأصحاب اليد اليمنى، واليد اليسرى لليد اليسرى. 
الحرفان J و Z يتشكلان بالحركة.
فحرف J هو حرف I مع مع تحريك الأصبع، بحيث يتتبع الإصبع الصغير منحنى النموذج المطبوع للرسالة ؛
حرف Z عبارة عن إصبع يتم تحريكه ذهابًا وإيابًا كما بالصورة . 

الأبجدية اليدوية المستخدمة في لغة الإشارة الأمريكية. يتم عرض الحروف في مجموعة متنوعة من التوجهات، وليس كما يراها المشاهد.

في معظم الرسومات أو الرسوم التوضيحية للحروف اليدوية الأمريكية، يتم عرض بعض الحروف من الجانب لتوضيح شكل اليد المطلوب بشكل أفضل. على سبيل المثال، يتم عرض الحروف G و H بشكل متكرر من الجانب لتوضيح موضع الأصابع. ومع ذلك، يتم توقيعها باليد في وضع محايد هندسيًا، ويواجه النخيل الجانب والأصابع تشير إلى الأمام.

## الإيقاع والسرعة والحركة
عندما يتم الهجاء بالأصابع، يتم رفع اليد على ارتفاع الكتف.
يتم تمثيل الحروف بسرعة ثابتة. ويتم التوقف لوضع علامة ترقيم (أنظر مقسم الكلمات) .

## معرض الصور
- A
- B
- C
- D
- E
- F
- G
- H
- I
- J
- K
- L
- M
- N
- O
- P
- Q
- R
- S
- T
- U
- V
- W
- X
- Y
- Z

## روابط خارجية
- تدرب على استخدام أصابع الاتهام في الحياة الواقعية، مارس تدريبات أصابعك على القراءة باستخدام مقاطع الفيديو الحقيقية.
- Fingerspell موقع تدريبي مجاني على الإنترنت مع إيقاع أصابع ASL واقعي متحرك.
- ASL Fingerspelling Resource Site دروس مجانية على الإنترنت لأصابع الإصبع والاختبارات والأنشطة.
- ASL Fingerspelling Online Practice Practice قم باختبار وتحسين مهاراتك في التعرف على الأصابع باستخدام هذا المورد المجاني على الإنترنت.
- أداة Fingerspelling للمبتدئين في التعلم تعلم الأشكال الأساسية للأبجدية الأصابع.
- دليل الأبجدية والإصبعيات مزيد من المعلومات ونصائح الإصبع ومثال الفيديو ASL Alphabet.